# 開都河

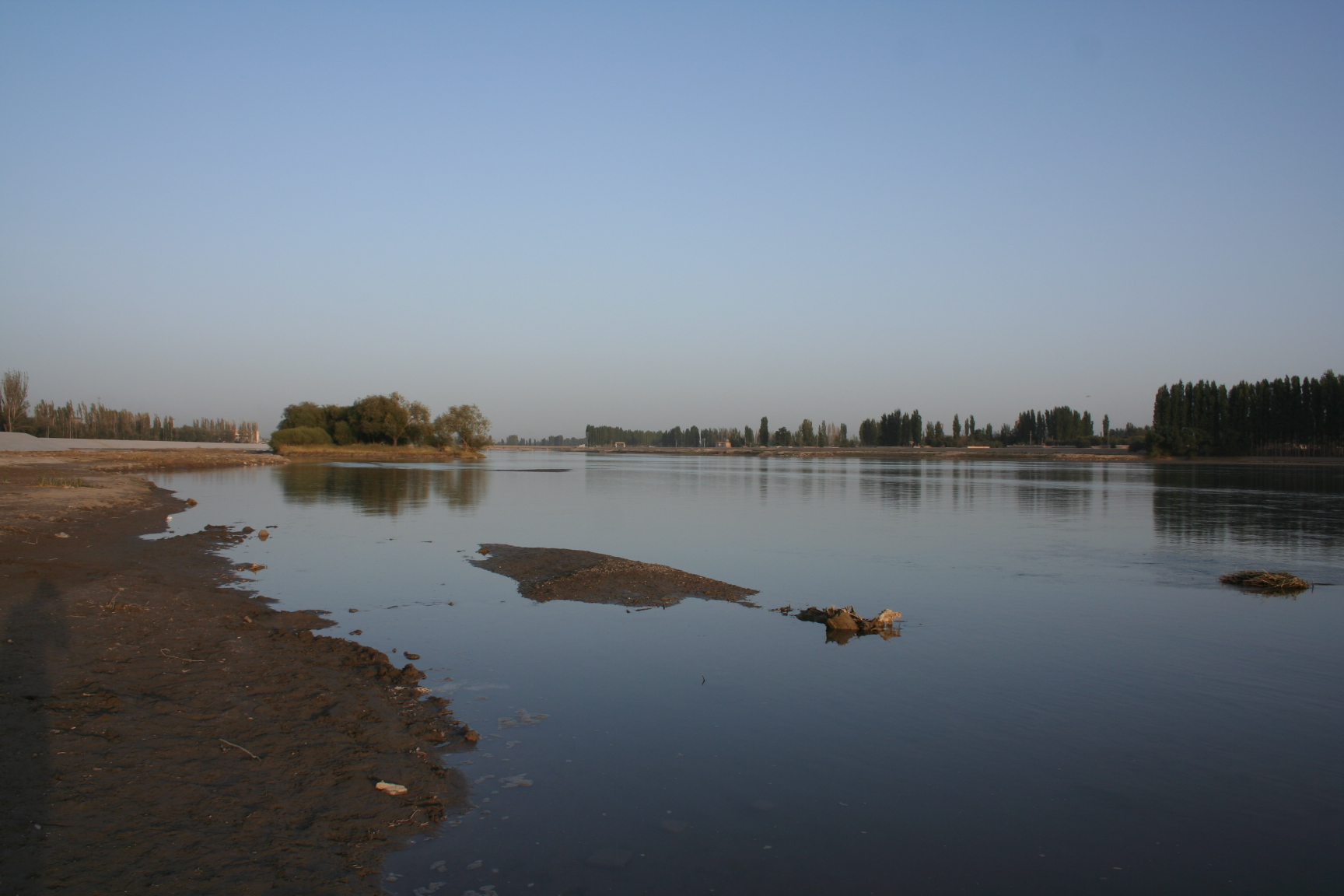
焉耆を流れる開都河

開都河（かいとが、簡体字：开都河、ドイツ語：Kaidu）は、中央アジア・タリム盆地を流れる内陸河川で、ボステン湖（バグラシュ湖）の主たる水源である。流域は現在中国・新疆ウイグル自治区のバインゴリン・モンゴル自治州に属している。

## 流路

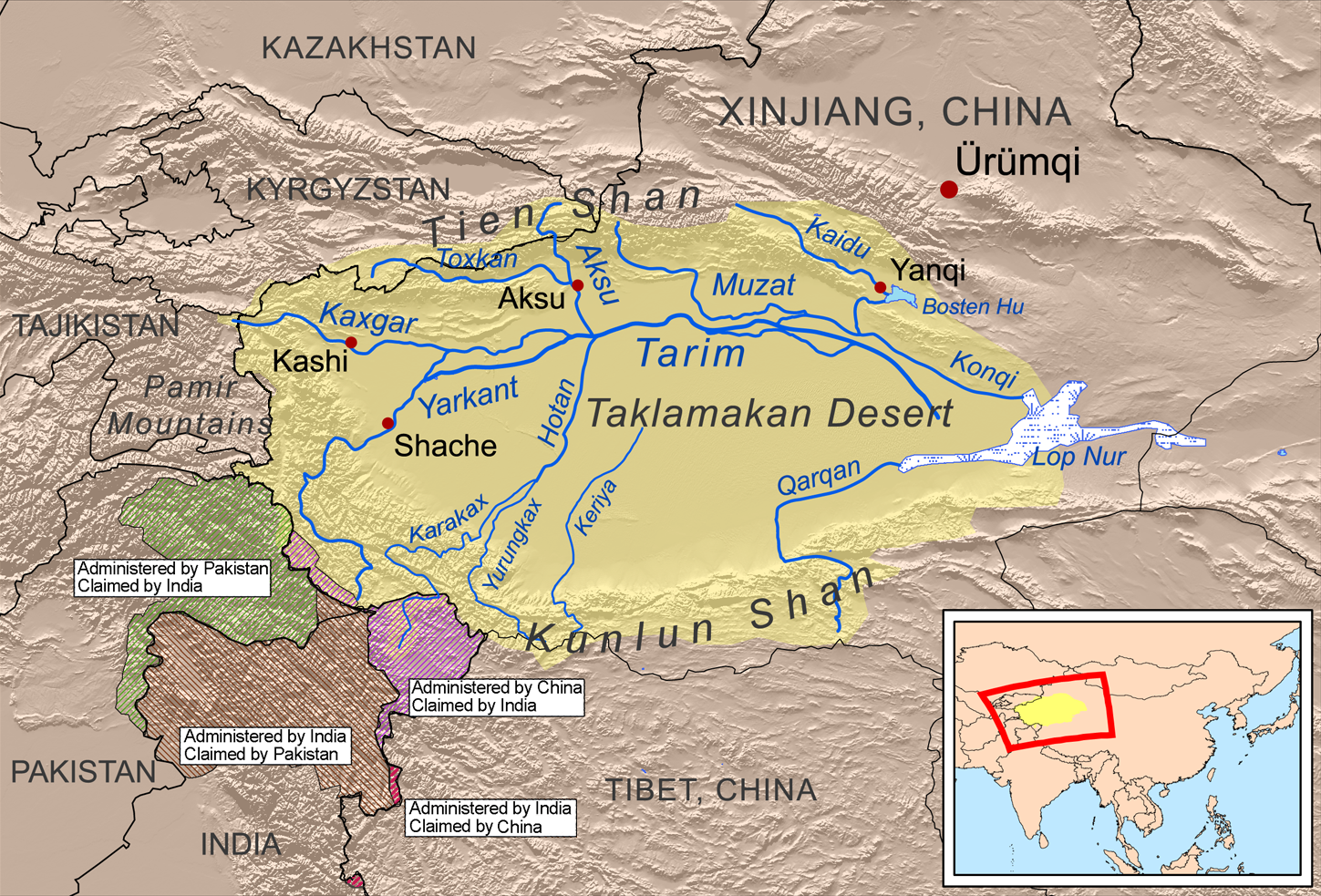
タリム盆地（タクラマカン砂漠）の河川

コルラ市の北西およそ300km、海抜2000m～2500mほどの地域に広がる和静県の巴音布魯克（バインブルク）大草原に源を発する。ウイグル語で「ブルク」あるいは「ブラク」は「泉、源泉」を意味し、泉のそのまた源は天山山脈の雪解け水である。
流域には湿原があちこちに広がり、中国唯一の白鳥の自然保護区である天鵞湖（白鳥湖）にもつながっている。開都河はこれらの泉の水を集め、天山の谷間を縫うように流れ下り、焉耆回族自治県を通ってバグラシュ県（博湖県）のボステン湖に注いでいる。